# Шульган
Шульган (баш. Шүлгән) — река в России, протекает по Башкортостану. Устье реки находится в 1041 км по правому берегу реки Белой. Исток — озеро Шульган у входа в пещеру Шульган-Таш, образованную речкой Подземный Шульган. Длина реки составляет 13 км. Частично течёт под землёй.

## Данные водного реестра
По данным государственного водного реестра России относится к Камскому бассейновому округу, водохозяйственный участок реки — Белая от водомерного поста Арский Камень до Юмагузинского гидроузла, речной подбассейн реки — Белая. Речной бассейн реки — Кама.
Код объекта в государственном водном реестре — 10010200212111100017560.